# Tuna Académica da Universidade de Évora
A Tuna Académica da Universidade de Évora também conhecida por TAUE é uma tuna masculina da Universidade de Évora, da zona do Alentejo em Portugal. Fundada em 1990, sendo a Tuna Universitária mais velha a sul do Tejo.

## História
Remonta ao ano de 1989 a ideia de constituir, na Universidade de Évora, uma tuna académica. Esta iniciativa é levada a cabo por um iluminado grupo de amigos, com o objectivo de representar condignamente a sua Universidade no seio de todas as academias, ensaiando algumas músicas tradicionais alentejanas e outras de grande sucesso, pois como diz o velho ditado: "Sem boa música não há bom vinho".
Foi então que no ano da graça de 1990 os tunantes combinaram entre si que no dia 30 de Maio desse mesmo ano entrariam de rompante, fazendo alarde dos seus dotes musicais, nos magníficos claustros da Universidade de Évora, realizando logo ali a sua primeira apresentação pública por ocasião do 2º Encontro Internacional de Tunas da Universidade de Évora (evento que a Tuna passou a organizar a partir desse ano). Nascia oficialmente nesse dia a Tuna Académica da Universidade de Évora (TAUE). Estando presentes neste evento "nuestros hermanos" da Tuna Universitária de Badajoz, logo aproveitaram a ocasião para nos apadrinhar indicando-nos o verdadeiro caminho dos copos e das serenatas. Nesse dia também se tornaram nossos padrinhos o então Magnífico Reitor da Universidade de Évora, Prof. Dr. Santos Júnior e sua excelentíssima esposa.
Com inúmeras actuações efectuadas desde essa data, a "TAUE". tornou-se um dos principais veículos de divulgação do bom nome da Universidade de Évora]] e do verdadeiro Espírito Académico dos estudantes desta Academia. A TAUE apadrinhou a Tuna Académica da Escola Superior Agrária de Beja "Semper Tesus" e a Tuna da Escola Superior de Enfermagem São João de Deus - Évora, procurando transmitir-lhe o saber e experiência acumulados ao longo destes anos. Com o apoio dos estudantes da Universidade de Évora, o empenho dos Tunantes e o esforço físico dos caloiros da Tuna, a TAUE. propõe-se a continuar por muitos e bons anos a fazer aquilo que tem feito até agora, representar a Magnífica Universidade de Évora e honrar aquilo a que Cervantes chamou as duas mais preciosas criações de Deus, o Vinho e as Mulheres.

## Estilo musical
O estilo musical da Tuna Académica da Universidade de Évora segue um padrão próprio das tunas académicas, que se insere também dentro das músicas tradicionais do Alentejo.

## Simbologia e Tradição

### Hierarquia
A hierarquia de praxe, a admissão de novos candidatos, a permanência dos seus elementos, as actuações e o traje académico fazem deste grupo musical uma tuna.
A admissão de candidatos é feita regularmente, onde são aceites Estudantes, Professores, Funcionários da Universidade de Évora, do sexo masculino. A permanência na Tuna é concedida quando o caloiro passa a Tunante e fica assim ligado à TAUE para sempre.

#### Caloiro
Quando o Caloiro demonstra dedicação e trabalho, ganhando a confiança dos Tunantes para actuar.
O Caloiro traja em tuna.

#### Toiro
Quando um caloiro demonstra responsabilidade e proactividade, ascende ao titulo de Tunante.
O Toiro é um Tunante para os caloiros mas "aprendiz" para os Tunantes, exerce as mesmas responsabilidades que um Tunante.
Passa a usar o emblema de tunante na capa, junto ao peito sempre do lado esquerdo.

#### Tunante
Eterno Tunante, terá para sempre a TAUE junto do seu coração, ajudando naquilo que puder, mesmo depois de se ter ausentado.

### Brasão
O Brasão da Tuna Académica da Universidade de Évora é usado nos emblemas oficiais da Tuna, que são colocados nas capas dos Tunantes junto ao peito do lado esquerdo, apenas sendo visível quando esta se encontra dobrada. Pode-se encontrar nos Estandartes, Emblemas Tunante (Formato Oval), Emblemas Representativos (Formato circular) e Emblemas Publicitários (Formato Oval Autocolante).

### Irmanação
Ao longo dos anos muitos foram os inesquecíveis momentos de conafraternização entre a Tuna Académica da Universidade de Évora e a Imperial Neptuna Académica da Figueira da Foz, tanto na Bela cidade da Figueira da Foz como na Magnífica cidade de Évora, ou qualquer outro lugar no qual as duas Tunas se encontrassem. Esta especial afinidade levou a que cada Tuna ponderasse propor a Irmanação à outra, individualmente e sem saberem dos propósitos uma da outra.
Quis por isso, o destino, que numa bela noite Eborense (decorria então a mítica "XIII 'Noite de Tunas' - Queima das Fitas 2002") as duas Tunas proposessem a Irmanação, uma à outra. Após várias diligências nesse sentido chegou-se a acordo e redigiu-se o "Acordão de Irmanação". Nesse Acordão definiu-se o estatuto de Irmãos, que os elementos de ambas as Tunas gozam mutuamente. Definiu-se, também, que a Irmanação sería oficiosamente concretizada após 2 festejos (um em cada cidade natal de cada uma das Tunas), aos quais se resolveu intitular "Festejos da Meia Vaca" (visto que cada um dos 2 Festejos contaría com a presença indispensável de metade de uma vaca, a comer pelos elementos de ambas as Tunas e seus convidados).
Após 3 anos de reflexão (quiçá devidos à vertiginosa velocidade de reflexão imposta pela Tuna Alentejana) concluiu-se que não devería atrasar-se mais o inevitável e proceder, finalmente, ao abate da famigerada vaca! Chegou-se a acordo relativamente às 2 datas para os grandiosos eventos, sendo o primeiro deles realizado na Linda cidade de Évora, entre os dias 30 de Novembro a 4 de Dezembro. Evento esse que contou com a presença de elementos de outras Tunas, convidados para testemunhar a Cerimónia de Irmanação e tão grandiosos Festejos.
"Abata-se, então, a famigerada vaca!"

## Discografia

### Além Tejo
Lançado no final de 1998, Além Tejo é o nosso primeiro trabalho e a jóia da coroa de 10 anos a cantar e a tocar por todo o Portugal. Depois de oito anos de existência foi finalmente registado o fruto de um trabalho de recolha de folclore alentejano e fado, bem como da criação original dos elementos da Tuna, que felizmente é abundante e de qualidade. Temos assim um trabalho de reconhecida qualidade, tanto no seio da nossa Academia como também nos outros locais a que já chegou, fruto da divulgação possível em todas as nossas deslocações.
Tentando ser justos e sinceros, achamos que agradecer é muito pouco, a todos aqueles que fazem parte desta grande família que constitui a Universidade de Évora, em especial à Reitoria, na pessoa do Magnífico Reitor Prof. Dr. Jorge Araújo, pelo incentivo dado ao terem tornado possível a realização deste sonho antigo.

#### Faixas
| N.º | Título                    | Duração |  |
| 1.  | "Predisposição"           | 2:13    |  |
| 2.  | "Indisposição"            | 2:53    |  |
| 3.  | "Serenatas"               | 2:02    |  |
| 4.  | "Despedida"               | 3:44    |  |
| 5.  | "Rapsódia Sul-Americana"  | 4:32    |  |
| 6.  | "Amor de Tunante"         | 4:16    |  |
| 7.  | "Trovador"                | 3:12    |  |
| 8.  | "Nem às Paredes Confesso" | 4:15    |  |
| 9.  | "Eu Subi ao Serro"        | 3:14    |  |
| 10. | "Meu Alentejo"            | 3:38    |  |
| 11. | "Senhor Vinho"            | 2:40    |  |
| 12. | "Noturno"                 | 3:54    |  |
| 13. | "Vou-me Embora"           | 1:47    |  |
| 14. | "Grito Académico"         | 1:05    |  |
| 15. | "Faixa Escondida"         | 2:40    |  |

### Ser desta tuna
Gravado ao longo de 15 anos, o segundo àlbum da TAUE constitui-se um repositório de momentos musicais e criativos que atravessa várias gerações de estudantes desta Universidade. Pode dizer-se que quase todos começaram caloiros e terminou-se com eles profissionais formados a exercerem sabedoria pelo mundo. Muitos foram os momentos de procura das melhores formas e estéticas, das melhores abordagens às canções, de discussão intensa, de exposição teórica ou de talento espontâneo, intercalados por tempos de inatividade na produção, ditados pela necessidade de intesificar estudos, responder às atividades da TAUE ao vivo e outros motivos. Muito passou, o próprio mundo foi ficando diferente e cristalizou-se um resgisto que atravessa o tempo e perpetua através da arte musical o espírito do estudante no seu melhor: a criatividade artística em processos de colaboração altruísta.

## Eventos

### CITARA
O CITARA é o Festival que honra a cidade de Évora e a Universidade de Évora tendo como objectivo mostrar à cidade de Évora o melhor que se faz, a nível musical, pelas várias Tunas Académicas espalhadas pelo país e a nível Internacional.
1º dia - Noite de Serenatas realizada na escadaria da Sé de Évora e continuação com arraial académico.
2º dia - Começa com o “passacalles” pelas ruas de Évora, termina com o festival em questão.
Os prémios atribuídos para este concurso por norma são: Melhor tuna, Tuna Mais Tuna, Melhor Instrumental, Melhor Solista, Melhor Pandeireta, Melhor Porta-Estandarte, Melhor Serenata e Melhor Passacalles.

### Noite de Tunas
A "Noite de Tunas" é um Encontro de Tunas sem carácter competitívo. Tornou-se, ao longo dos anos, na "noite de referência" da Queima das Fitas da Universidade de Évora. Vivendo do grande Espirito Académico que sempre existiu na nossa Academia, afirma-se hoje como "provavelmente" o maior Encontro de Tunas do nosso País, com audiências que já superaram os 8000 espectadores num só evento.
Breve história da Noite de Tunas
“... decorria o Ano da Graça de 1990 quando um grupo de adoradores do Deus Baco teve a luminosa ideia de fundar o Grupo Musical dos Alegres Amigos das Viagens para fora de Évora...”, entenda-se T.A.U.E. “... E foi assim que, no dia 30 de Maio desse mesmo ano, entraram de rompante nos Claustros do Colégio Espirito Santo, realizando logo ali a sua primeira apresentação pública, por ocasião do 2º Encontro Internacional de Tunas da Universidade de Évora (evento iniciado por elementos que viriam a fundar a Tuna e que esta organiza desde então). Nascia oficialmente, nesse dia, a Tuna Académica da Universidade de Évora...”.
E é assim que todos os anos na quarta-feira da Semana Académica, na última semana de Maio, as Tunas entram uma vez mais de rompante pelos Claustros da nossa Universidade, fazendo alarde dos seus dotes musicais, mostrando o que de melhor se faz neste nosso pequenino mas afinado País, sob a forma da “Noite de Tunas”, comemorativa de mais um aniversário da T.A.U.E..

## Vinho TUNA
O vinho costuma ser um dos “combustíveis” que “aquece” as vozes das tunas universitárias e a Tuna Académica da Universidade de Évora não foge à regra, mas foi mais longe e lançou o seu «néctar dos deuses».
O vinho, um tinto regional alentejano "Colheita Seleccionada 2010", ostenta a marca “Tuna” e foi criado em parceria com um produtor de Estremoz.
O projecto, conforme explicou à agência Lusa João Bagulho, presidente da Tuna Académica da Universidade de Évora (TAUÉ), surgiu em 2010, quando o grupo comemorou os 20 anos de existência.
«O projecto foi preparado com cuidado, desde o registo da marca, ao design personalizado do rótulo e ao estágio do vinho em barricas», sendo agora lançado o produto final, contou.
Numa edição limitada de mil garrafas, foi elaborado a partir das castas Trincadeira, Alicante Bouschet, Touriga Nacional e Castelão. O rótulo é inspirado no formato de um bandolim e, no gargalo da garrafa, evoca-se Fernando Pessoa, com a frase “Boa é a vida, melhor é o vinho”.
Ao criar esta marca, a TAUÉ, pretende promover-se e contribuir para divulgar a tradição vitivinícola do Alentejo. «É um bocadinho para nos dar a conhecer, para dar uma recordação aos mais velhos e para termos algo característico nosso», assumiu O gordo.
«Lançarmos esta marca foi importante, como forma de nos distinguirmos das outras tunas», e o vinho «representa também o Alentejo», porque «damos valor ao “prato da casa”».
O presidente da TAUÉ realçou que o projecto é «pioneiro no país», pois, não tem «conhecimento de outras tunas que o tenham feito», e disse esperar que possa ser «um ponto de partida» para que outros grupos do género avancem com iniciativas semelhantes.